# Vannetès
El vannetès (gwenedeg) és un dels quatre dialectes del bretó, propi del sud-est del domini lingüístic (regió de Vannetais o Bro Gwened). És també l'únic representant del bloc dialectal oriental de la llengua bretona.
Ateses les notables diferències que el separen dels altres parlars bretons (leonès, tregorès i cornuallès, agrupats al bloc dialectal occidental), hi ha establerta una varietat estàndard pròpia.